# Таганрогский цирк
Таганро́гский цирк — здание, которое появилось в Таганроге в начале 1880-х годов для демонстрации цирковых видов искусства. Его построили цирковые артисты — братья Труцци.

## История
Семья Труцци занимались цирковым видом искусства в Москве, но из-за объявления траура после смерти императора Александра II, их деятельность перестала быть перспективной и рентабельной. Глава семейства Максимилиан Труцци принял решение, что семья теперь будет устраивать гастроли в южных провинциях, и он оказался прав — в Ростове-на-Дону их труппу ждал успех. У Максимилиана было двое сыновей — Рудольф и Жижетто, которые переехали в город Таганрог для организации циркового дела. В 1881 году они построили городской деревянный стационарный цирк, в котором и стали устраивать представления. После смерти Максимилиана Труцци, его дети решают организовать каждый самостоятельное цирковое дело. Их мать — Луиза, жена Максимилиана, также живет в Таганроге.
В сентябре 1898 года в Таганроге выступал цирковой артист А. Л. Дуров, а в 1909 году прошли гастроли московского цирка Ж. А. Труцци.
В 1917 году в таганрогском цирке работает артист А. И. Маслюков. Он вспоминает об этом периоде своей жизни, как о безденежном. С питанием артистам цирка помогал владелец хлебопекарни Юргенсон, который не просил деньги сразу, а давал в долг, так как был очень увлечен цирковым искусством. В конечном итоге он продал свою пекарню и вместе с цирковыми артистами уехал в Керчь.
В 1920-х годах на гастроли в Таганрог приехал французский цирковой артист Буль, выступления которого пользовались большой популярностью. В 1926 году выступал артист цирка Анатолий Анатольевич Дуров. В 1929 год, спустя год, после его гибели, городские власти приняли решение переименовать цирк Труцци в цирк имени заслуженного артиста РСФСР Анатолия Анатолиевича Дурова. Его наследники пожертвовали на ремонтные работы в помещении цирка свыше 2 тысяч рублей. Цирковое искусство Таганрога впоследствии неразрывно будет связано с артистами Дуровыми. В 1936 и 1938 году здесь выступал его племянник, Владимир Григорьевич Дуров. В 1943 году именно он пожертвует 16 тысяч рублей на восстановление города после оккупации. В 1950-х годах помещение деревянного цирка становится непригодным для эксплуатации. В это время начинается работа цирка-шапито № 9 под руководством М. А. Беликова. Городская администрация решает построить летний полустационарный цирк. Для организации зрительного зала использовались сборные конструкции, которые разбирались, когда цирк был в других городах. В мае 1967 года состоялась смена руководства, и директором стал М. С. Левин. С 1967 по 1988 год цирковые представления проходили в апреле, мае, октябре и ноябре. В Таганрог в 1987 году на гастроли приезжал немецкий цирк, а в 1988 году — чехословацкий. В июне 1996 года здесь выступала Тереза Васильевна Дурова. В 1990 году у Союзгосцирка появились планы относительно реконструкции цирка, и они были воплощены в жизнь — цирк из передвижного перестраивался в летний стационарный. После того, как реконструкция была завершена в 1993 году, цирк стал работать с мая по август.